# 終電

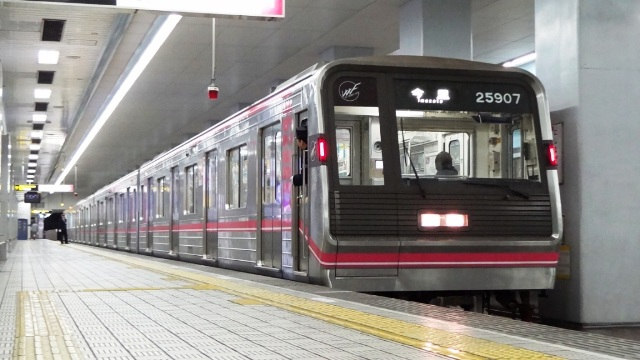
大阪市営地下鉄（現・大阪市高速電気軌道〈Osaka Metro〉）千日前線の終電。最後尾車両であるが、終電のため前照灯を点灯している。

終電（しゅうでん）は、終電車の略で、ある鉄道路線の営業時間帯において、最後に運転される電車（列車）を指す。最終電車、最終列車、終発、終車 とも呼ばれる。対義語は初電、始発列車。
本記事では、非電化区間を走行する気動車列車（ディーゼルカー）を含む、日本国内各地における最終列車、終列車を全て含めて記述する。

## 概要

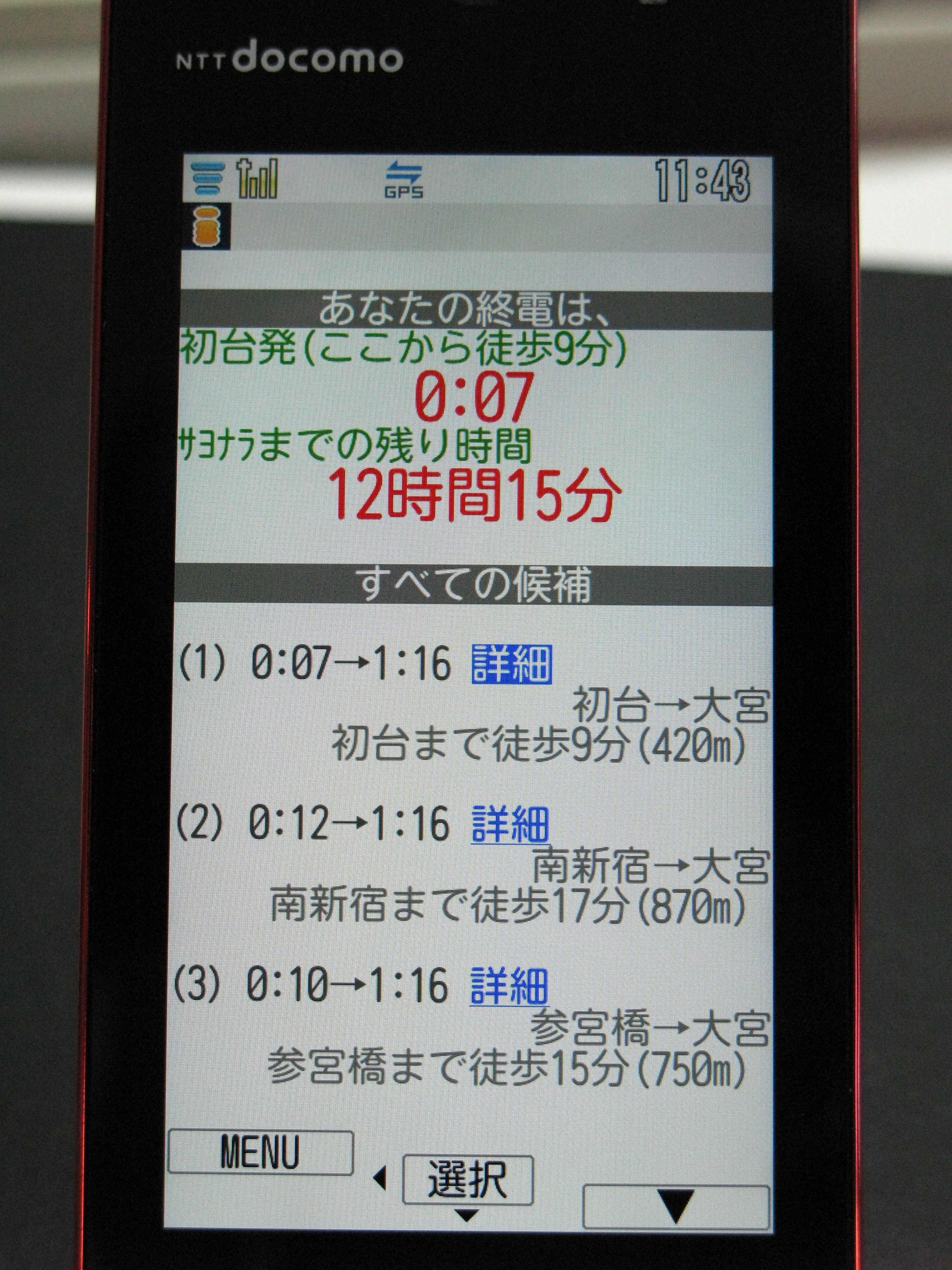
終電の時刻を表示している携帯電話の画面。

終電は、鉄道で都市部を訪れている者が、そのまま現地で夜を明かさずに帰宅することのできる最終便となる。そのため「終電案内」などといった時刻表示が初電の案内とともに駅入口に掲示されていたり、自他を含めた「最終接続時刻」（接続路線の終電に乗り継げる最後の電車）を掲載している事業者があるほか、終電の時刻を調べることができるウェブサイトも存在する。1日の最後の列車である性質上、接続予定列車の到着が遅れたときは接続のため発車を遅らせる場合がある。ただし他社路線の遅れは考慮しないケースが多く（JRから私鉄への乗り換えなど）当日のうちに帰宅できなくなる問題点もある。JR線においては終電（最終列車）に乗り遅れた場合、直ちに申し出ることによって、有効期間の延長または旅客運賃・料金（自由席に限る）の払い戻し（要手数料）を請求することができる。

## 歴史
日本に初めて新橋駅 - 横浜駅間で鉄道が開通した1872年、最終列車が始発駅を発車する時間は18時であった。鉄道網が発展した後、1906年に鉄道国有法による鉄道国有化が行われ、日本各地で国鉄による夜行列車が運転されるようになった。終電は鉄道網の発展と都市化の進行により徐々に繰り下げられ、都市部では戦前から日付をまたいで運転される列車が存在していた。
1964年に東海道新幹線が開業すると徐々に夜行列車も廃止になる一方、高度経済成長により都市圏の人口集中が続いた。都市中心部では地価の高騰と住宅環境の悪化に伴い人口が減少し、都市外縁部で人口が増加するドーナツ化現象が発生した結果、都市圏の平均通勤時間が長くなり、輸送人員も増加傾向が続いた。1970年代半ばの第1次オイルショック時に一部の路線で終電を繰り上げる動きが見られたものの、1980年代後半から1990年代初めのバブル景気時代には国鉄分割民営化により誕生したJRのサービス合戦が盛んになったことも相まって、多くの事業者で終電の繰り下げ傾向が見られた。一例として、阪急電鉄は1991年のダイヤ改正において、神戸本線・宝塚本線・京都本線の梅田駅（現・大阪梅田駅）発最終列車を0時25分発に繰り下げた。
その後のバブル崩壊により輸送人員は減少傾向に転じたが、公共交通機関としての使命を果たすために終電が大幅に繰り上がることはなかった。しかし、西日本旅客鉄道（JR西日本）では2005年に福知山線脱線事故が発生したことを受けて、乗務員の睡眠時間を確保するために2009年のダイヤ改正で終電を繰り上げた。
地下鉄は終電から始発までの間にトンネルや設備の保守点検および修繕を行う都合上、一般的な路線と比較すると終電が早い傾向にあったが、2010年代に入ると外国人観光客によるインバウンド消費が高まったこともあり、2013年3月に大阪市営地下鉄（現・大阪市高速電気軌道〈Osaka Metro〉）が堺筋線を除く8路線で終電を10 - 30分繰り下げたことを皮切りに、東京 や名古屋（一部の日のみ） など、都市部の地下鉄で軒並み終電が繰り下げられた。
一方で2010年代後半には、2018年の京阪電気鉄道京津線・石山坂本線、九州旅客鉄道（JR九州） など利用実態に合わせて終電繰り上げを行った路線も現れた。また、保線作業員の人員不足が顕著になり、作業時間を拡大させることによって1日の作業量を増やし、休暇の取得を促進して労働環境を改善することが喫緊の課題となり、西日本旅客鉄道は2019年10月の時点でさらなる終電の繰り上げを検討していた。
2020年に予定されていた2020年東京オリンピックの大会期間中には、終電を繰り下げる検討もされていたが、2020年以降の新型コロナウイルス感染症（COVID-19）の世界的流行によって鉄道需要は大幅に減少し、JRと大手私鉄16社は経常損失を計上するとともに、2020年東京オリンピックも延期された。働き方改革に伴うテレワークが普及し、さらには感染防止のために夜間の宴会等が自粛されたこともあり、深夜時間帯の乗車率は大幅に減少した。
これらの実態に鑑みて、JR西日本は2020年9月、翌2021年のダイヤ改正で終電を繰り上げることを発表した。これに追従する形で、東日本旅客鉄道（JR東日本）や首都圏の大手私鉄9社を始めとする関東の鉄道事業者、名古屋鉄道（名鉄）も終電を繰り上げるダイヤ改正を発表した。

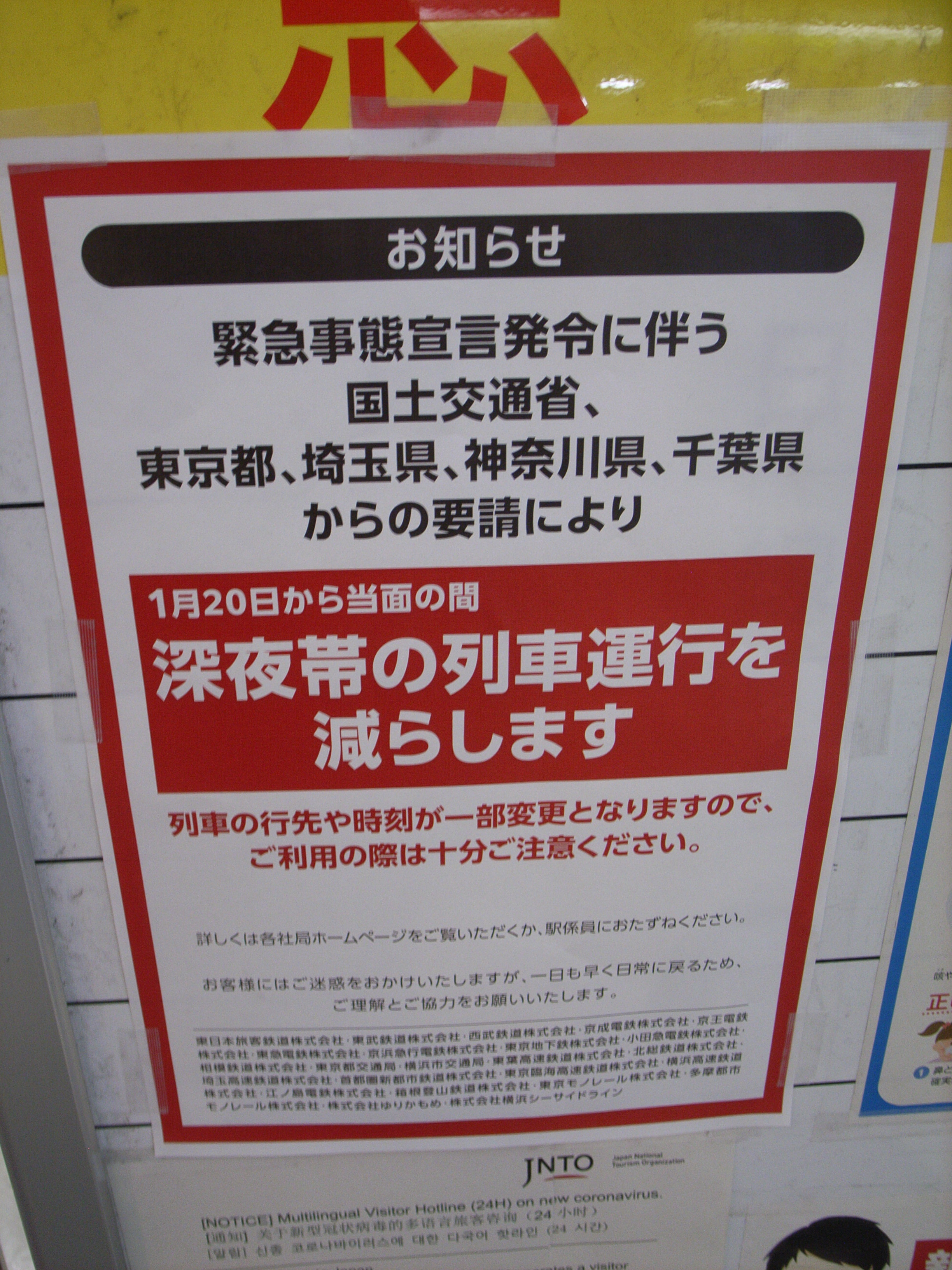
終電の繰り上げを知らせる張り紙

2021年1月7日、首都圏の1都3県（東京都、千葉県、埼玉県、神奈川県）を対象とした新型コロナウイルス感染症に関する緊急事態宣言が発令され、国土交通省や自治体からの要請を受けて、関東の鉄道25事業者は同月20日から現行ダイヤの一部列車を運休または回送列車とする形で終電を繰り上げ、同年3月12日（ダイヤ改正前日。一部事業者は3月26日）まで継続された。

## 各地の終電時刻
地域により差はあるものの、都心部では終着時刻が0時30分から1時前後、郊外で23時から24時前後となる場合が多い。
静岡鉄道静岡清水線や高松琴平電気鉄道など、金曜日（路線によっては土曜日も）に限り終電後に臨時列車を設定している路線もある。東海道本線では毎週金曜日と特定日に沼津駅を23時54分に発車する静岡行き快速列車が設定されている。

### 関東地方
関東地方の路線は1時を超えて運転する路線が多数あったが、2021年3月13日のダイヤ改正で深夜時間帯の需要減少に伴う相次ぐ終電繰り上げが各路線で生じ、その数は大きく減少した。
山手線の駅を最も遅い時刻に発車する放射路線は、新宿駅を0時52分に発車するJR中央・総武線各駅停車の中野行（中野駅0時59分着）、次いで品川駅を0時46分に発車する京浜東北線の蒲田行（蒲田駅0時55分着）である。これらの路線は、2021年3月13日のダイヤ改正前まで山手線の駅を1時過ぎに発車していた。
私鉄は、新宿駅を0時43分に発車する小田急小田原線の経堂行（経堂駅1時00分着）が最も遅く山手線のターミナル駅を発車する。次いで新線新宿駅を0時41分に発車する京王新線の桜上水行（桜上水駅0時54分着）、池袋駅を0時35分に発車する東武東上線の成増行（成増駅0時51分着）である。
上野駅を0時33分に発車する常磐線快速電車の松戸行（松戸駅0時52分着）は、北千住駅で東京メトロ千代田線（実質的に常磐線各駅停車）の0時48分発松戸行（松戸駅1時02分着）に接続し、快速通過駅の利便性を確保している。これは東京メトロにおける始発駅発車時刻として最も遅く、2021年3月13日のダイヤ改正前は北千住駅を1時04分に発車していた。
上り列車の終電は、JRの近距離電車でも下り列車に比べるとやや早く、都心に至る終電の始発駅時刻はほぼ0時前に設定されている。上り列車の発車時刻で最も遅いのは、埼京線赤羽駅0時45分発池袋行（池袋駅0時54分着）である。なお、2023年ダイヤ改正より東武東上線の森林公園発川越市行きが川越市到着0時12分→1時02分に繰り下げられている（この列車はダイヤ改正後寄居駅0時08分発、森林公園駅0時38分着の列車から連絡）。
終着駅の到着時刻は、おおむね1時前後に設定されている。JRの駅で最も到着時刻が遅いのは高崎線高崎駅であり、1時14分着である。2021年3月13日のダイヤ改正前は1時37分着であったが、当該列車は籠原行に区間短縮され、籠原駅から高崎駅までの終電が約23分繰り上がった。かつては中央線各駅停車が早朝・深夜帯に限り東京駅発着となり、高尾駅の到着時刻は1時37分着であった。先述の高崎線高崎駅と並んで関東地方で最も遅く最終列車が到着する駅であったが、2020年3月14日のダイヤ改正で中央線快速が終日運行されるようになり、到着時刻が1時22分に繰り上がった。さらに2021年3月13日のダイヤ改正で到着時刻が0時52分に繰り上がり、2020年3月14日のダイヤ改正前と比較して終電が約45分繰り上がることになった。
私鉄で終着駅の到着時刻が最も遅い駅は東武野田線（東武アーバンパークライン）七光台駅で、平日ダイヤで1時16分着である。なお、四国旅客鉄道（JR四国）が2022年3月12日のダイヤ改正でマリンライナーの下り最終を繰り上げたことから、七光台駅が平日に限って日本一遅い時間に到着する終電となった。これに次ぐのは東武東上線川越市駅であり、1時10分着である。2021年3月13日のダイヤ改正前は西武新宿線新所沢駅が最も到着時刻が遅く、平日ダイヤで1時28分着であったが、同日のダイヤ改正で終電が約31分繰り上がって0時57分着となった。
私鉄の中には、工事時間の確保や従事する係員およびその請負会社の勤務条件（線路閉鎖・停電）の関係などであらかじめ営業時間が決められており、その枠の中で終電が終着駅に到着するようにダイヤが組まれている路線もある。2021年3月13日のダイヤ改正以前から、京成電鉄、京浜急行電鉄、新京成電鉄と首都圏新都市鉄道は全列車がおおむね1時00分までに終着駅または車庫・留置線に到着するダイヤになっていた。平日ダイヤの場合、京急本線品川駅を0時23分に発車していた下りの終電は特急であり、途中駅での接続や待避が一切ないダイヤとなっていた。
2021年3月13日のダイヤ改正以降は、西武鉄道、小田急電鉄、東急電鉄も全列車が1時00分までに終着駅に到着するダイヤになった。
東京2020オリンピック（実施2021年）期間中も、当初は入場者数を制限する有観客開催を前提として、一部種目は23時以後も行われることから、深夜2時頃まで終電を延長する予定があったが、新型コロナウイルス感染症で、主要開催地の4都県に緊急事態宣言が発動され、原則無観客開催となり、延長運転も見送られたほか、宮城スタジアム（こちらは制限付き有観客）でのサッカー競技の試合に合わせ、東北新幹線の仙台駅 - 東京駅間で終夜運転ともなる臨時の夜行新幹線を運行する計画も予定されたが、これも五輪観戦以外の目的で乗車する鉄道ファンの混雑につながるとして見送りとなった。

### 近畿地方
2000年代までの西日本旅客鉄道（JR西日本）は、遠距離通勤者に配慮し都市部に限らず終電の終着駅の到着時刻が遅かったが、福知山線脱線事故をきっかけに京阪神の一部路線を対象に2009年（平成21年）3月14日のダイヤ改正で終電を繰り上げた。さらに人手不足によって厳しい状況に置かれている工事部署やその請負会社の労働環境を改善すべく、作業時間の確保を目的に、2021年（令和3年）3月13日のダイヤ改正で終電時間を繰り上げることを検討していた。2020年（令和2年）9月には深夜帯に12線区で48本の列車を削減する方針であることが発表され、これにより見直し前の時点で到着時刻が日本一遅い西明石1時38分着が1時14分着に繰り上げられるなど、対象路線の多くで10 - 30分程度繰り上げた。
大阪環状線の駅を最も遅い時刻に発車する放射路線は、京橋駅を0時29分に発車する片町線（学研都市線）の放出行（放出駅0時34分着）である。2021年3月13日のダイヤ改正前は京橋駅を0時42分に発車する四条畷行（四条畷1時01分着）として運転しており、約13分終電が繰り上がった。
大阪駅を0時10分に発車するJR京都線の高槻行（高槻駅0時36分着）は、もともと大阪駅を0時41分に発車していたが、2009年（平成21年）3月14日のダイヤ改正で13分繰り上がって0時28分発となった。その後、2017年（平成29年）3月4日のダイヤ改正で大阪駅の停車時間が延長され、発車時刻が3分繰り下がって0時31分発となった。そして、2021年3月13日のダイヤ改正で21分繰り上がって現行ダイヤとなった。
同様に、0時04分に発車するJR神戸線の西明石行（西明石駅1時14分着）は、もともと大阪駅を0時27分に発車していたが、2009年（平成21年）3月14日のダイヤ改正で1分繰り下がって0時28分発となった。摩耶駅が開業した2016年（平成28年）3月26日のダイヤ改正で西明石駅の到着時刻が2分繰り下がって1時38分となり、日本一遅い時間に到着する終電となった。そして、2021年3月13日のダイヤ改正で24分繰り上がって現行ダイヤとなったことにより、同日（正確には翌14日）をもって予讃線高松駅にこの座を譲った。ただ、JR四国が2022年3月12日のダイヤ改正で「マリンライナー」の下り最終を繰り上げたことから、土休日に限り西明石駅がこの座に返り咲いた（平日は前述の東武野田線〈東武アーバンパークライン〉七光台駅となる）。なお、JRグループでは前述の高崎駅と並んで通年最も遅い終電となっている。
2010年（平成22年）3月13日のダイヤ改正までは、新大阪発の快速紀伊田辺行が、紀勢本線紀伊田辺駅に1時47分着であり（昔の夜行列車の流れを汲んだ列車。紀勢本線#夜行普通列車参照）、日本一遅い時間に到着する終電であったが、この日の改正で行き先が御坊行（1時11分着）に短縮された。同日の改正までは琵琶湖線野洲駅も1時30分に終電が到着していたが、当該列車は廃止されて1時08分着になった。
大阪市内へ向かう列車については、JR・私鉄とも都心駅（梅田・難波など）への最終到着時刻が0時30分前後に設定されている。遅い例としては、JRはJR神戸線西明石発の各駅停車大阪行き最終が同駅着0時46分、JR京都線京都発の各駅停車大阪行き最終が同駅着0時45分である。大手私鉄では関西国際空港を抱える南海本線・空港線において、夜間の到着便利用者に配慮し、関西空港23時55分発の空港急行難波行き最終から泉佐野で接続を受ける普通難波行き最終が同駅着0時57分である。
阪急電鉄大阪梅田駅は神戸本線・宝塚本線・京都本線の最終電車が0時25分に（神戸本線西宮北口行〈西宮北口駅0時43分着〉、宝塚本線雲雀丘花屋敷行〈雲雀丘花屋敷駅0時54分着〉、京都本線正雀行〈正雀駅0時42分着〉）発車していたが、2021年3月13日のダイヤ改正で3路線とも終電が繰り上がり、同時発車ではなくなったが、2024年3月16日現在は3路線の最終列車は0時10分に（神戸本線西宮北口行〈西宮北口駅0時28分着〉、宝塚本線雲雀丘花屋敷行〈雲雀丘花屋敷駅0時39分着〉、京都本線正雀行〈正雀駅0時28分着〉）発車するため、再び同時発車となっている。同様に、南海電気鉄道難波駅は南海本線・高野線の最終電車が0時25分に（南海本線住ノ江行〈住ノ江駅0時37分着〉・高野線堺東行〈堺東駅0時44分着〉）発車していたが、緊急事態宣言の発令に伴い2021年4月29日から運休となり、同年5月22日のダイヤ改正でそのまま廃止され、同時発車ではなくなった。
近畿日本鉄道鶴橋駅は奈良線・大阪線の最終電車が0時11分に（奈良線東花園行〈東花園駅0時27分着〉・高安行〈高安駅0時32分着〉）発車する。こちらも2021年7月3日のダイヤ改正前はそれぞれ0時31分発であり、いずれも発車時刻が20分繰り上がった。
私鉄で終着駅の到着時刻が最も遅い駅は南海本線羽倉崎駅であり、0時59分着である。2021年3月13日のダイヤ改正以前は阪神本線石屋川駅も0時59分の到着であった他、神戸電鉄公園都市線ウッディタウン中央駅が1時05分着であったが、接続する福知山線（JR宝塚線）の終電が繰り上がったことにより、同日のダイヤ改正で21分繰り上がって0時44分着となった。これにより、関西地方の私鉄で1時を超えて運転する営業列車は設定されなくなった。近畿日本鉄道と京阪電気鉄道は0時50分、阪急電鉄、阪神電気鉄道と南海電気鉄道は全列車が1時00分までに終着駅（または車庫・留置線）に到着するダイヤになっている。
大阪市高速電気軌道〈Osaka Metro〉は2020年1月24日と2月21日に、ナイトタイムエコノミーに対応した交通利用の推進をテーマに、夜間の消費動向や人口流動、交通需要に与える影響などを調査する目的、また深夜運行に際しての事業者の課題や対応を確認する目的で、終電を2時間程度延長する社会実験を行うと発表した。1月24日は予定通り実施だったが、2月21日に予定された2回目の実験は新型コロナウイルス感染症の初動報道や利用者の急激な減少などを受けて急遽中止され、以後も実施されていない。
なお、第二次世界大戦前の京阪電気鉄道京阪本線や新京阪線（現在の阪急京都本線）では、午前2時30分頃まで列車が運行されていたケースもあった。1960年代半ばにおいても、京阪本線は1時40分台、阪神電気鉄道本線では1時10分台までの運行を行っていた が、後に繰り上がった。

### 中京圏
名古屋駅を発車する列車で最も遅いのは、同駅を0時28分に発車する名古屋市営地下鉄桜通線の太閤通行（太閤通駅0時30分着）である。次いで、0時20分に発車する名古屋市営地下鉄東山線の岩塚行（岩塚駅0時29分着）である。東海旅客鉄道（JR東海）では名古屋駅を0時05分に発車する中央本線の高蔵寺行（高蔵寺駅0時34分着）である。次いで、0時02分に発車する東海道本線の大垣行（大垣駅0時38分着）である。
到着時刻が最も遅いのは東海道本線豊橋駅で、名古屋駅を23時57分に発車する快速が0時51分に到着する。これに次ぐのは関西本線亀山駅と東海道本線岡崎駅で、前者は名古屋駅を23時40分に発車する普通、後者は名古屋駅を23時59分に発車する普通がそれぞれ0時49分に到着する。2022年3月12日のダイヤ改正以降、中部地方の定期列車は全て1時00分までに終着駅へ到着するダイヤとなった。
名古屋鉄道（名鉄）では中部国際空港駅を23時31分に発車する名鉄岐阜行（名鉄岐阜駅0時34分着）の特急が最終列車であるが、空港線と常滑線で上り列車と接続しない。当該列車は名鉄名古屋駅を0時07分に発車し、東海道本線の大垣行の終電（名古屋駅0時02分発）よりも遅く発車する。

### 九州圏
九州旅客鉄道（JR九州）管内では鹿児島本線南福岡駅に1時22分に到着する列車（博多駅1時13分発） があったが、この列車は2018年3月17日のダイヤ改正で海老津駅までの運転に短縮された。2014年3月14日までは「有明」の最終列車が熊本駅に到着する時刻が1時48分で、夜行特急以外の列車ではもっとも到着が遅かった。これも九州新幹線部分開業時まで博多駅 - 西鹿児島駅（現・鹿児島中央駅）間に設定されていた夜行特急「ドリームつばめ」の名残でもあった。翌15日のダイヤ改正で行き先が長洲行きに短縮され（1時20分）、九州島内でもっとも到着が遅い特急列車は大分駅1時21分着の「ソニック61号」となった。これらの列車は2018年3月17日実施のダイヤ改正にて有明号は運転取り止め、ソニック号は運転区間の短縮で消滅した。2022年3月12日実施ダイヤ改正で最も遅い終着時刻は門司港駅の0時53分（特急きらめき14号）となった。普通列車は日豊本線の宮崎発都城行き6777D（都城駅終着0時47分着）である。しかし、これらの列車は2022年9月23日実施のダイヤ改正にてきらめき14号はリレーかもめ64号に変更され、門司港駅0時52分着となった。普通列車は福岡市地下鉄空港線福岡空港駅発（姪浜駅0時27分発）の筑肥線直通筑前前原行き573C（筑前前原駅終着0時49分着）となった。
また、大分駅を発車するすべての最終列車が23時30分、および鹿児島中央駅を発車する在来線全線の最終列車が23時35分に、それぞれ同時発車する。
福岡市地下鉄では、「フライデーナイトトレイン」と題して12月の金曜日に終電を繰り下げる取り組みを2013年から2019年まで実施していたが、コロナ禍で中止された。しかし、2024年8月23日から復活し全線で終電を最大35分繰り下げることになった。特に空港線と七隈線は1:00着となり、九州一遅い終電となった。
西日本鉄道（西鉄）では2022年8月、天神大牟田線で終電の繰り上げを中心としたダイヤ改正を実施。西鉄福岡（天神）駅の平日下りは、大牟田行き（急行）が22時45分発、大牟田駅終着23時57分。柳川行き（急行）が23時15分発、柳川駅終着0時12分。筑紫行き（普通）が23時35分発、筑紫駅終着0時8分。花畑行き（急行）が23時30分発、花畑駅終着0時13分となる。

### その他の地域
北海道旅客鉄道（JR北海道）管内は、最も乗車人員が多い札幌駅を発車するすべての最終列車が23時59分に発車する。最終列車の到着時刻が最も遅いのは函館本線岩見沢駅の0時43分着、次いで千歳線千歳駅の0時39分着である。
北海道旅客鉄道管内で2番目に乗車人員が多い新千歳空港駅からは、2024年3月15日までは22時53分発の快速エアポートが最終列車であったが、翌16日のダイヤ改正で23時21分発の特別快速エアポートを増発し、最終列車の発車時刻を28分繰り下げた。南千歳駅は苫小牧方面のみ接続し、札幌方面への接続列車はない。札幌駅には23時54分に到着し、同駅を発車するすべての最終列車に接続する。
仙台エリアでは、2015年3月13日までは東北新幹線の臨時列車運転（原則として金曜日）に伴い、仙台駅を発車する東北本線・仙山線・仙石線の終電を繰り下げており、最終列車の到着が遅いのは白石駅の0時48分であった（2012年3月16日までは0時55分だった）。また仙台市地下鉄では上記の臨時列車運転日には、本来の終電後に上下とも1本増発している。翌14日のダイヤ改正で、東北新幹線と常磐線を除くすべての最終列車が0時02分に発車するダイヤとなった。
四国旅客鉄道（JR四国）管内で最も遅くまで運行する最終列車は、岡山駅に到着する山陽新幹線の「のぞみ91号」（23時35分着）からの接続を受けて23時43分に発車する快速「マリンライナー75号」であり、高松駅0時51分着である。2022年3月11日までは、山陽新幹線の最終列車からの接続を受けて0時12分に発車していた最終の快速「マリンライナー77号」（高松駅1時21分着）で、運行終了時点では日本一遅い時間に到着する終電だった。
かつて予讃線の特急「ミッドナイトEXP高松」は高松駅23時46分発・伊予西条駅1時16分着で四国の特急列車では到着時刻が最も遅かった。2020年3月のダイヤ改正で高松駅23時13分発・伊予西条駅0時43分着に繰り上げられたため、岡山駅22時発の特急「しおかぜ29号」、高松駅22時20分発「いしづち29号」（多度津駅で併結）が松山駅0時56分着となり、到着時刻が最も遅い特急となった。しかし、この列車も2022年3月12日のダイヤ改正で伊予西条行きとなり、最も遅い特急は高知0時06分着の「南風27号」となった。なお、ミッドナイトEXP高松は2021年3月のダイヤ改正で廃止となった。
広島エリアでは、広島駅に到着する山陽新幹線の最終列車（23時52分着）からの接続を受けて山陽本線のみ0時03～04分に発車する最終列車が設定されている。最終列車の到着が最も遅いのは山陽本線岩国駅の0時53分着であり、次いで山陽本線西条駅が0時41分である（2021年3月13日改正現在。2021年3月12日までは岩国駅0時58分着、西条駅0時44分着、2010年3月12日までは岩国駅1時02分着、志和口駅0時50分着だった）。可部線はあき亀山駅に0時20分着、呉線は広駅に0時21分着がそれぞれ一番遅くなっている。芸備線最終列車は2021年3月13日時点で、広島駅23時20分発、下深川駅終着23時42分となっている。
非電化路線で最終列車が遅いのは、2009年（平成21年）3月14日のダイヤ改正当時は津山線津山駅1時01分着、高徳線高松駅0時59分着、引田駅0時57分着などであったが、すべて2010年（平成22年）3月13日のダイヤ改正で繰り上げ（津山線はダイヤ自体の繰り上げ、高徳線高松駅と引田駅は運行区間の短縮による）られた。2020年現在は津山線津山駅0時29分着で日本の非電化路線で最も遅い。過去においては、1971年1月時点で、山陰本線で下関駅23時32分発長門市駅2時11分着という列車が運行されていた。
地方の私鉄については、首都圏郊外にある関東鉄道常総線では、取手駅23時54分発の下り最終列車が水海道駅0時23分着であり、私鉄の非電化路線では最も到着時刻が遅い。活性化の一環として最終を繰り下げた例として、えちぜん鉄道福井駅の終電が23時8分（勝山行き）と13分（三国港行き）、福井鉄道福武線田原町駅の22時53分（福井駅前発23時04分：平日のみ）などがある。
第三セクター鉄道としては、阿武隈急行線の丸森駅0時56分着が最も遅い列車となっていたが、2023年3月改正で丸森0時14分着に繰り上げられた。これは、仙台発の東北本線の最終列車と接続を取るため、2021年3月のダイヤ改正で繰り下げられた。この結果、現在では愛知環状鉄道線高蔵寺駅23時38分発の北野桝塚行き（北野桝塚駅0時34分着）が一番遅くなっている。
過去に存在した特殊な例としては、製鉄所の高炉が24時間操業を行っていた時期に、夜勤者のために地方でも深夜の列車が運行されたケースがある。1979年当時、室蘭製鉄所近くの室蘭本線には室蘭駅0時35分発東室蘭駅0時49分着という列車が存在した。また釜石製鉄所を抱えていた釜石線と山田線（2019年以降は三陸鉄道リアス線所属の区間）には、それぞれ釜石駅1時20分発と1時25分発の時刻表非掲載の列車が運行されていた（釜石線は遠野駅2時34分着、山田線は陸中山田駅2時22分着）。
沖縄のゆいレールは、終電近くが15分に1本ヘッドで運行（平日や土日祝日も同じ）。那覇空港駅発が23時30分でてだこ浦西駅着が0時7分、てだこ浦西駅発・那覇空港駅着も同じ時間となる（その後、車両基地まで回送する）。
また、夜間に実施される祭りや花火大会、コンサート等の際には通常の最終列車後に臨時列車が運行されることがあり、規模の大きいものは終着駅到着が午前2時を過ぎる場合がある。特に三重県熊野市の熊野大花火大会の場合は午前4時を超える列車も設定されている。

### 地下鉄
日本で一番遅くまで運転される路線は、神戸市営地下鉄西神・山手線であり、西神中央駅1時06分着である。2022年6月10日に実施された、西神・山手線全駅ホームドア設置に向けたダイヤ改正にて、所要時間が1分30秒伸び、1時05分着がさらに繰り下がった。
東京の地下鉄で最も遅くまで運行されている路線は大江戸線であり、光が丘駅0時59分着である。同路線は都営地下鉄で唯一1時台まで運行されている路線であったが、繰り上げられた。東京地下鉄（東京メトロ）で最も遅くまで運行されている路線は、前述した千代田線の例を除くと平日は東西線であり、妙典駅0時39分着である。当該列車は2013年12月のダイヤ改正で東陽町行きの終電を区間延長したものである。土休日は南北線であり、目黒駅0時39分着である。
始発時刻が最も遅いのは千代田線を除くと、大江戸線光が丘駅の0時35分発都庁前行き、次いで同路線の都庁前駅0時32分発上野御徒町経由清澄白河行きである。
次いで副都心線新宿三丁目駅の0時30分発（平日のみ）、日比谷線北千住駅と中目黒駅がそれぞれ0時28分発（土休日は中目黒駅が0時28分発、北千住駅が0時27分発）、丸ノ内線中野坂上駅の0時26分発となるが、これらはいずれも1 - 3駅で終点、もしくは他路線へ直通する区間列車である。通し運転の始発時刻が最も遅い路線は、平日は半蔵門線で、渋谷駅0時08分発である。土休日は浅草線で、押上駅0時05分発である。
横浜市交通局ではあざみの0時48分発新羽1時00分着が最も遅く、東京都市圏の地下鉄で一番最終が遅い。
大阪市高速電気軌道（Osaka Metro）で最も遅くまで運行されている路線は御堂筋線である。新大阪駅で東海道新幹線の最終電車から接続を受けるダイヤであり、中百舌鳥駅0時42分着である。以前は他の地下鉄路線にも接続していなかったが、2018年4月の民営化前後のダイヤ改正により各線の終電の繰り下げが行われ、中央線のコスモスクエア行きと森ノ宮行き、長堀鶴見緑地線の大正行きの各列車に接続するダイヤになった。通し運転の始発時刻が最も遅いのは、2013年12月のダイヤ改正で終電を最大42分繰り下げた堺筋線であり、天下茶屋駅0時18分発天神橋筋六丁目駅0時33分着である。
名古屋市営地下鉄では、全路線の終電が0時30分までに終着駅に到着するダイヤが組まれている。東山線栄駅では、両方向の通し運転の終電が0時02分に、区間運転の終電が0時16分に発車する。2014年7月4日からは金曜日と休日の前日に限り東山線の終電を延長し、同駅では両方向の通し運転の終電が0時39分に、区間運転の終電が1時1分に発車する。高畑方面の最終列車は岩塚駅1時14分着、藤が丘方面の最終列車は星ヶ丘駅1時15分着となり、日本で最も遅くまで運転する地下鉄路線となった。2020年8月7日から当面の間運休している。
福岡市地下鉄では、2023年3月27日に延伸開業した七隈線の終電が、博多を0時11分に出発、橋本に0時39分到着。空港線は福岡空港を0時0分に出発、博多に0時7分発着、姪浜に0時25分着、0時27分発、JR筑肥線に乗り入れて筑前前原に0時49分着。箱崎線は中洲川端を23時58分発、貝塚に0時9分到着。なお、2024年8月23日からは金曜日に限り終電が延長される。
札幌市営地下鉄では、全路線の終電が通し運転であり、全ての終電が始発駅を0時00分に発車する。全路線が乗り入れる大通駅では、東西線宮の沢行きの終電が最も発車時刻が遅く、0時19分発である。続いて南北線麻生行きが0時16分発、東西線新さっぽろ行きが0時15分発、東豊線福住行きが0時12分発と続き、南北線真駒内行きと東豊線栄町行きが0時11分発となっている。
京都市営地下鉄では、2010年3月19日のダイヤ改正から烏丸線と東西線が乗り入れる烏丸御池駅に、全ての終電が23時52分に到着して23時55分に発車するダイヤが組まれている。この接続待ちを京都市交通局ではシンデレラの魔法が切れることにちなみ、「シンデレラクロス」と命名している。2015年10月2日から2021年3月19日までの金曜日に運転されていた「コトキン・ライナー」も、同駅に0時22分に到着して0時25分に発車するダイヤが組まれていた。
路面電車では三軒茶屋0時38分発上町0時46分着が一番遅い。

### 新幹線
新幹線の終電は「新幹線鉄道騒音に係る環境基準について」（昭和50年7月29日付け環境庁告示第46号）により、ダイヤの乱れや災害などの特殊な場合を除き騒音対策や保線作業のため、午前0時を過ぎて運行してはならないとの規制がある。そのため東京発の終電で最も遅いのは22時48分発の東海道新幹線「こだま815号」で、終着の三島駅には23時39分に到着する。到着では北陸新幹線「つるぎ63号」が終着の金沢駅に23時56分に到着する。なお、始発についても午前6時以降とこちらも規制されている。
ただし、山形新幹線福島駅 - 新庄駅間・秋田新幹線盛岡駅 - 大曲駅 - 秋田駅間（いわゆるミニ新幹線区間）は在来線扱いのために適用されず、秋田県大仙市で実施される全国花火競技大会では「こまち」が0時以降も在来線区間の秋田駅・盛岡駅 - 大曲駅間で臨時運行される。

### 夜行列車
夜行列車は、起点付近では終電（終列車）、終点付近では初電（始発列車）を兼ねている例がある。初終電として機能させる場合、寝台列車ではなく座席車中心で運行されることが多い。
かつての国鉄・JRでは普通列車・快速列車の夜行列車も少なくなく、通しの客だけでなく、途中駅への深夜の終電（終列車）・途中駅からの早朝の初電（初列車）としても機能していた（定期列車時代のムーンライトながらなど）。こうした列車は、大都市圏のみならず地方路線でも早朝・深夜の移動を可能にしていたが、2009年（平成21年）3月13日運転のムーンライトながらを最後に、定期列車での運用は姿を消した。また、1980年頃まで宇高連絡船には3 - 4時台に運航する便があり、これに接続して宇野線宇野駅や予讃本線（現・予讃線）高松駅にも3 - 4時台に終着・始発となる列車が設定されていた が、これも夜行列車の一種に含めることができる。
特急列車の夜行では、「サンライズ瀬戸・サンライズ出雲」が、座席指定席と同額の「ノビノビ座席」を用意し、終・初電としても利用できるようになっている。また、国鉄時代には、寝台が長時間使えない列車が数多く設定されていたため、寝台の利用は出発時にセットされていない場合は「21時から翌6時まで」、出発時にセットされている場合には「出発時から翌6時まで」とされていた。このような列車では寝台を使用しない時間帯で昼行列車の補完を行うために寝台券を有さずとも寝台車に乗車することが出来る制度（通称：ヒルネ）があった。

## 「赤電車」と「赤バス」

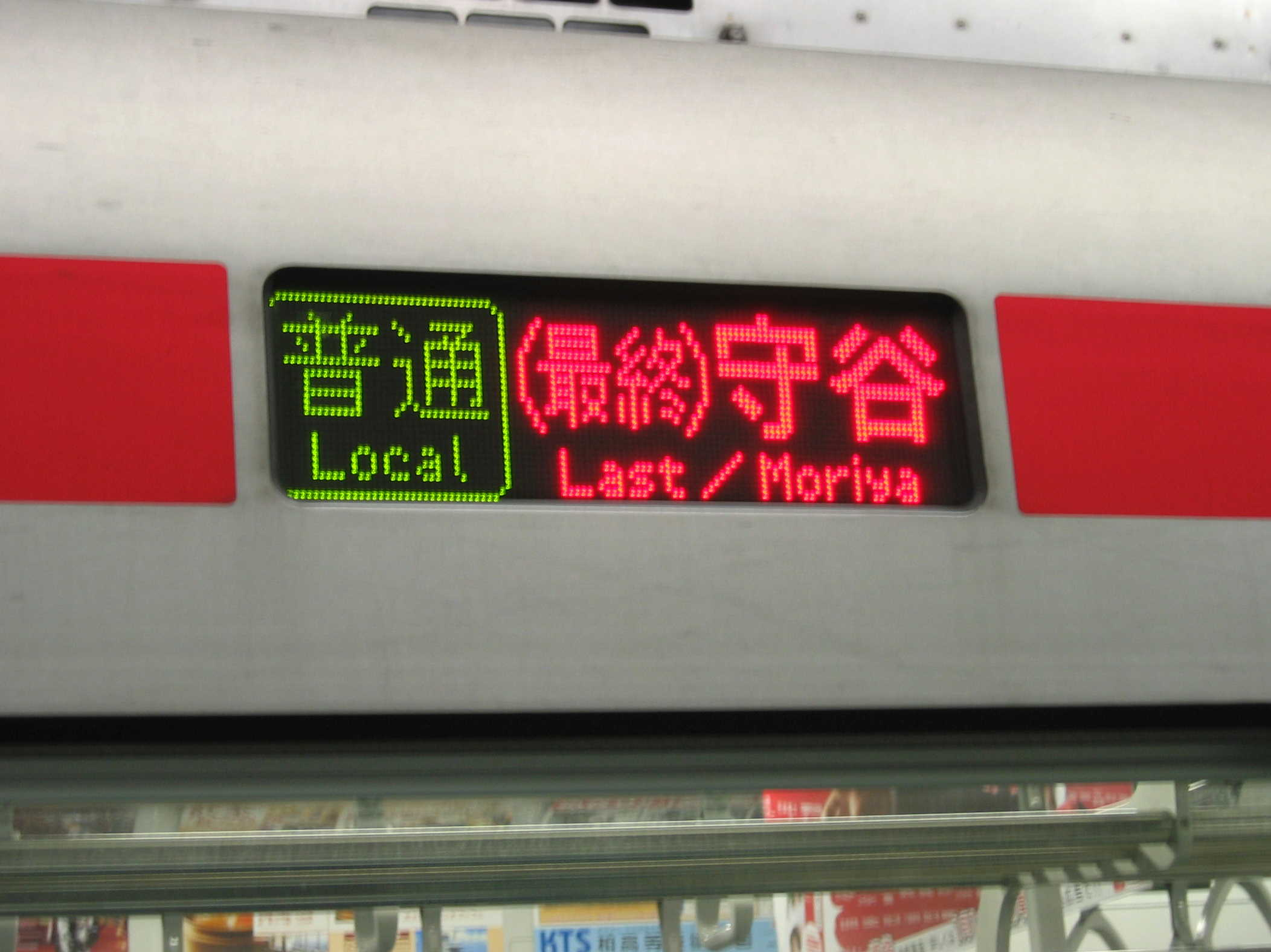
終電表示の例（つくばエクスプレス、2008年1月12日撮影）

かつて東京など一部の大都市の路面電車（都電など）においては、識別を容易にするため、終電車の方向幕に赤い電球を点灯して運行し、これを「赤電車」と呼んだ。終発から1本前の電車は同じく方向幕に青い（実際は緑色）電球を点灯したため「青電車」と呼ぶ。
都電荒川線では方向幕にその目的専用の赤地・緑地のコマが残されていたが、車両の更新に伴い、現在は終電にのみ最終電車である旨の文字表記がなされている。
これらの後身である公営バスや、その周辺地域の民営バスでも、「赤バス」「青バス」など同様の慣習がある事業者も存在している。ただし、方向幕のLED表示器化が進んでいるため、終バスの表示については点灯カラーの変更のほか、「終バス」「最終」と文字表示したり、文字を反転表示にする、枠で囲むなど、色分けに代わるものもある。またこの慣習を実施していないバス事業者も多くある。
日本の鉄道のLED表示では、首都圏新都市鉄道つくばエクスプレスで、終電の行先表示に「最終」の文字が入るなどの例もある。

Osaka Metroでは、各方向の最終電車の最後尾車両の前照灯を点灯し、車両側でも最終電車であることを表している。